# Aghavnatun
Aghavnatun (en armenio: Աղավնատուն) es una comunidad rural de Armenia ubicada en la provincia de Armavir.
En 2009 tenía 3481 habitantes. Antiguamente la localidad se denominaba "Akhavnatukh".
Cuenta con diversos monumentos históricos, como una tumba de la Edad del Hierro y cuatro iglesias, de las cuales la más antigua es del siglo X. En una colina próxima al pueblo hay una destacable construcción circular cuya finalidad se desconoce.
Se ubica unos 10 km al norte de Echmiadzin.

## Demografía
Evolución demográfica:
| Año        | 1831 | 1897 | 1926 | 1939 | 1959 | 1970 | 1979 | 2001 | 2004 |
| Habitantes | 186  | 982  | 1024 | 1292 | 1700 | 2350 | 2296 | 3158 | 3200 |